# Рейд на Минисинк
Рейд на Минисинк, также Стычка при Минисинке (англ. Battle of Minisink) — военное столкновение между лоялистами и ирокезами, с одной стороны, и американскими ополченцами, с другой, состоявшееся 22 июля 1779 года в западной части современного округа Салливан во время Войны за независимость США. Стычка завершилась победой британских сил над неопытными и плохо вооружёнными ополченцами.

## Предыстория
После поражения британской армии в Битве при Саратоге в октябре 1777 года, война за независимость США в северной и западной частях провинции Нью-Йорк превратилась в серию взаимных рейдов и небольших стычек. Не сумев завладеть этой землёй, британское командование решило лишить своего противника хорошей продовольственной базы и уничтожить американские поселения.
В течение лета 1778 года ирокезы и лоялисты совершили набеги на поселения на территории округов Трайон и Алстер. Многие американцы бросили свои дома и фермы и сбежали в поисках безопасности в Скенектади и Черри-Валли. В ноябре отряд, который возглавляли Уолтер Батлер и Джозеф Брант, атаковал Черри-Валли. К моменту окончания нападения 32 жителя поселения и 16 американских солдат были убиты. Более 180 человек остались без крова, в том числе многие из тех, кто сочувствовал лоялистам.
Резня в Черри-Валли мотивировала Джорджа Вашингтона и Континентальный конгресс нанести удар в центр земель ирокезов. В 1779 году Вашингтон поручил генералу Джону Салливану возглавить крупномасштабную военную операцию против ирокезов. В апреле отряд из более чем 500 солдат, набранных в основном из поселений долин Мохок и Скохари, напал на деревни племени онондага. Командир отряда полковник Гус Ван Шайк приказал сжечь все дома и полностью уничтожить обнаруженное продовольствие.

## Рейд Бранта

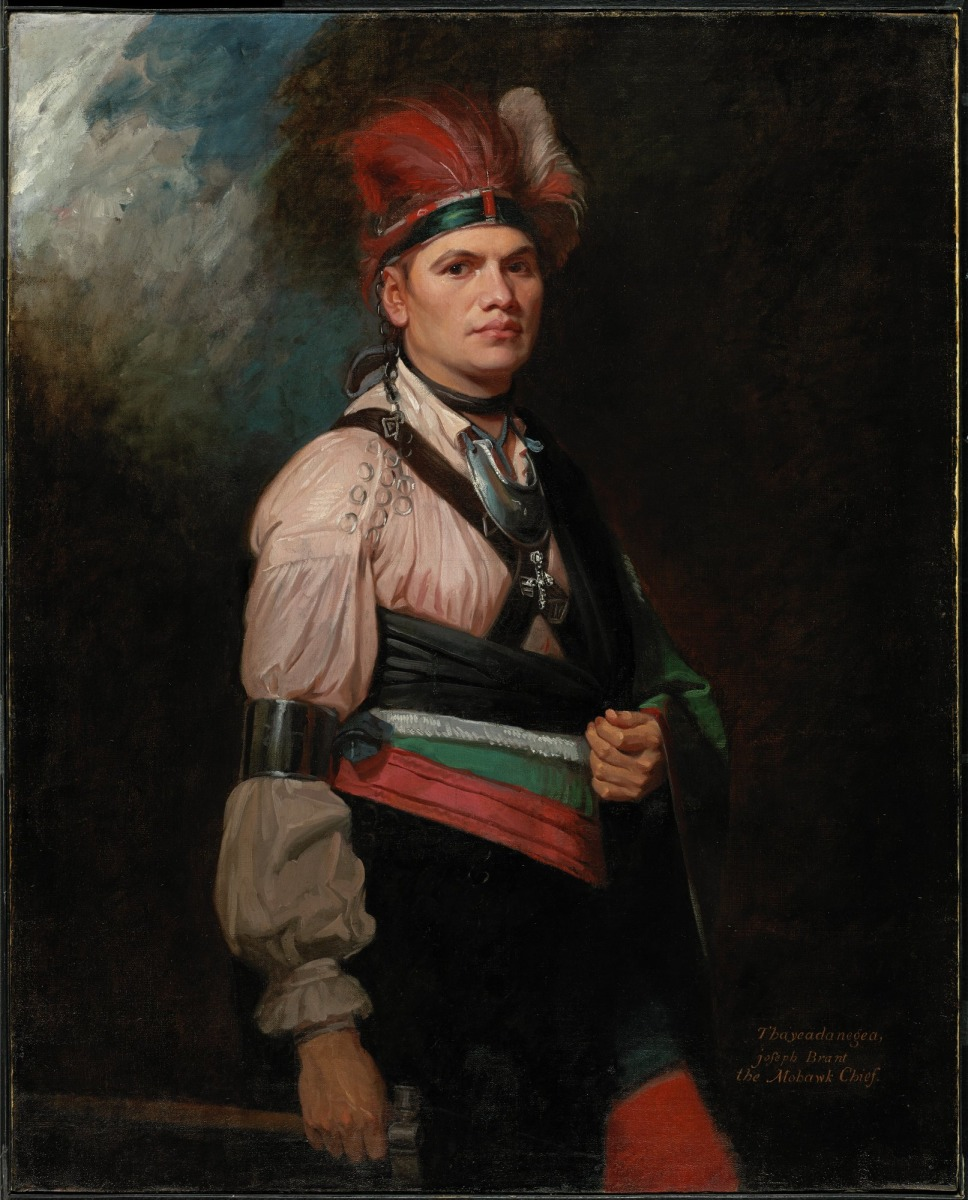
Портрет Джозефа Бранта кисти Джорджа Ромни (1776)

Разведчики ирокезов сообщали своим вождям, что две большие американские армии собраны и готовы двинуться в сторону индейских поселений. Одна находилась у реки Саскуэханны близ долины Вайоминг, другая — у озера Отсиго. Хотя ирокезы избегали столкновений с армиями Салливана и Джеймса Клинтона, они не бездействовали полностью. Джозеф Брант считал, что набеги на американские поселения за линией наступления американцев побудят генералов разделить свои войска и послать отряды для защиты домов и ферм.
20 июля Брант возглавил 60 воинов-ирокезов и 27 лоялистов в рейде на Минисинк, небольшой американский городок на реке Делавэр. Вождь мохоков и его люди добрались до поселения в полдень, что стало для них разочарованием, поскольку они планировали напасть на рассвете. Большинство поселенцев укрылось в местном форте, который нападавшие не стали атаковать. В результате рейда четверо американцев были убиты и трое взяты в плен. Ирокезы и лоялисты сожгли 10 домов и 12 амбаров, две мельницы и небольшое укрепление, а также угнали скот. 
В отличие от нападения на Черри-Валли, за исключением школьного учителя в Минисинке не пострадали мирные жители. Сам Брант позднее сообщал: «Мы разрушили несколько небольших укреплений, обнесённых частоколом, и взяли 4 скальпа и 3 пленных, но ни в малейшей степени не ранили женщин или детей». Во время рейда нападавшие потеряли одного человека убитым, ещё один был ранен.

## Стычка
Ранним утром люди Бранта покинули Минисинк и отправились на север, зная, что американские ополченцы могут пуститься за ними в погоню. Весть о набеге была доставлена в деревню Гошен и местное ополчение под командованием подполковника Бенджамина Тастена прибыло в Минисинк 21 июля. Немного позднее к силам Тастена присоединился отряд полковника Джона Хаторна, командующего нью-джерсийскими ополченцами. Из-за нехватки припасов и опасений, что индейцы и лоялисты значительно превосходят численностью ополченцев, некоторые американские офицеры рекомендовали Хаторну и Тастену не преследовать людей Бранта. Посовещавшись, большинство офицеров высказались за погоню, и принявший на себя общее командование Хаторн отправился со 120 ополченцами вверх по реке Делавэр.
22 июля ополченцы заметили людей Бранта недалеко от устья реки Лакаваксен. Индейцы и лоялисты переправлялись вброд через Делавэр, и вскоре прозвучали первые выстрелы. Брант, с отрядом из 40 человек, в это время находился позади своих основных сил. Услышав выстрелы, он проследовал через подлесок и, заняв хорошую позицию на возвышенности, открыл огонь по ополченцам. Таким образом, американцы оказались между двумя отрядами Бранта. Перестрелка между противниками продолжалась в течение 4 часов, после чего ирокезы атаковали ополченцев, и начался рукопашный бой. Многие американцы бежали в панике. Преследуя поспешно отступающих ополченцев и не щадя раненых, индейцы убили более 40 человек. Потери ирокезов и лоялистов составили 10 человек ранеными и 3 убитыми. 
Брант лично приказал не трогать раненого американского капитана Джона Вуда, поскольку ошибочно принял его за масона. Вождь мохоков состоял в масонской ложе и щадил товарищей по движению. Позже Вуд признался Бранту, что он не масон. Вождь обвинил капитана во лжи, но сохранил ему жизнь. Когда через несколько лет Вуд вернулся домой из плена, он подал заявление о вступлении в масонскую ложу.

## Последствия

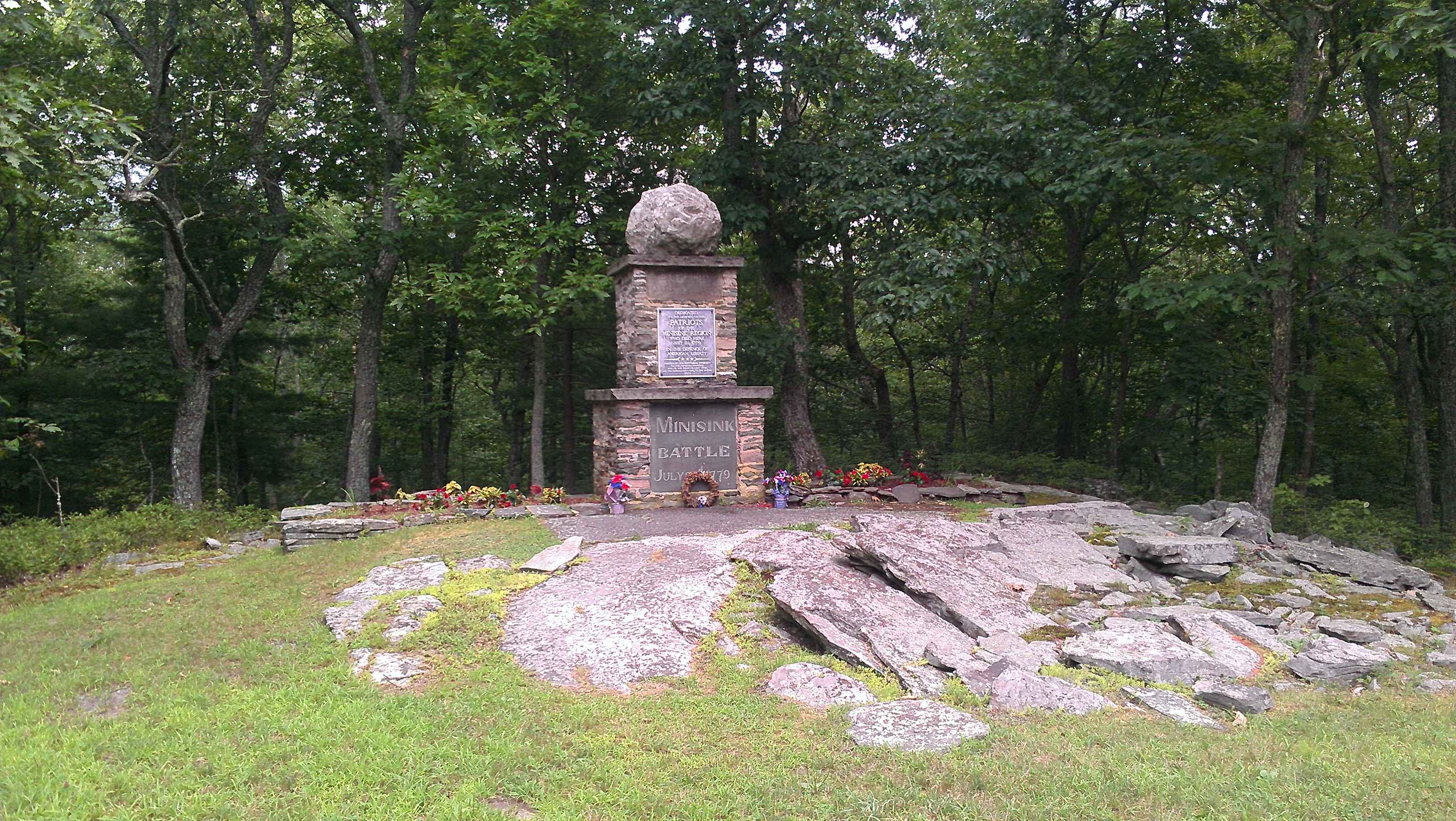
Памятник на месте боя

После боя Брант и его люди перешли вброд Делавэр и продолжили путь на север к разрушенной американцами Онакуаге. Прибыв туда, вождь мохоков составил официальный рапорт о рейде и столкновении с американцами. Отправив большинство своих людей в Шеманг, он с небольшим отрядом направился к деревням мохоков, чтобы выяснить о дальнейших действиях американской армии у озера Отсиго. 2 августа Брант совершил набег на небольшое американское поселение на территории современного округа Херкимер и разрушил его.
Планам Бранта не суждено было сбыться, и его рейды не повлияли на ход карательной кампании американцев. Несмотря на просьбы поселенцев, Салливан не выделил войска для защиты домов и ферм жителям пограничья. В общей сложности Континентальная армия сожгла 32 ирокезские деревни, не считая небольших изолированных поселений, а также уничтожила тысячи фруктовых деревьев, 160 000 бушелей кукурузы и бесчисленное количество тыквы, фасоли и картофеля.
Жители поселения Гошен не могли похоронить своих погибших в течение 43 лет, поскольку поле боя находилось слишком далеко. Лишь в 1822 году останки погибших были торжественно перезахоронены в братской могиле.
В 1879 году на месте боя в городе Хайленд был установлен памятник, посвящённый погибшим американцам.